# Southern Records
Southern Records é uma editora discográfica independente dos Inglaterra. Foi fundada em 1992 por John Loder.

## Lista de bandas
- 90 Day Men
- Action Beat
- Antisect
- Asva
- Atombombpocketknife
- Babes in Toyland
- Bellafea
- Billy Mahonie
- Bob Tilton
- Cat On Form
- Chrome Hoof
- Circle
- Chumbawamba
- Crass
- Crucifix
- Dianogah
- Geoff Farina
- Frightwig
- Gang Gang Dance
- Glorytellers
- Hawnay Troof
- Him
- Jenny Hoyston
- Joan of Arc
- Karate
- The Lapse
- Les Savy Fav
- Lungleg
- Master Musicians of Bukkake
- Miasma & the Carousel Of Headless Horses
- Mothlite
- The Owl Service
- The Paper Chase
- Racebannon
- Rex
- Therapy?
- The Sorts
- Sir Richard Bishop
- Slow Loris
- Sweep the Leg Johnny
- Tartufi
- Ten Grand
- Todd
- Trencher
- Ui
- William Elliott Whitmore